# Chrysler G-70
La G-70 è un'autovettura mid-size prodotta dalla Chrysler nel 1926. Fu il secondo modello commercializzato dalla Chrysler dopo la B-70.

## Storia
La vettura aveva installato di un motore a valvole laterali e sei cilindri in linea da 3.582 cm³ di cilindrata che sviluppava 68 CV di potenza. Il propulsore era anteriore, mentre la trazione era posteriore. Il cambio era a tre rapporti e la frizione era monodisco a secco.
La linea, rispetto al modello antenato, cambiò poco. Nei confronti di quest'ultimo, il passo fu accorciato.
Di Chrysler G-70 ne furono assemblati 72.039 esemplari.